# Villa Carlotta

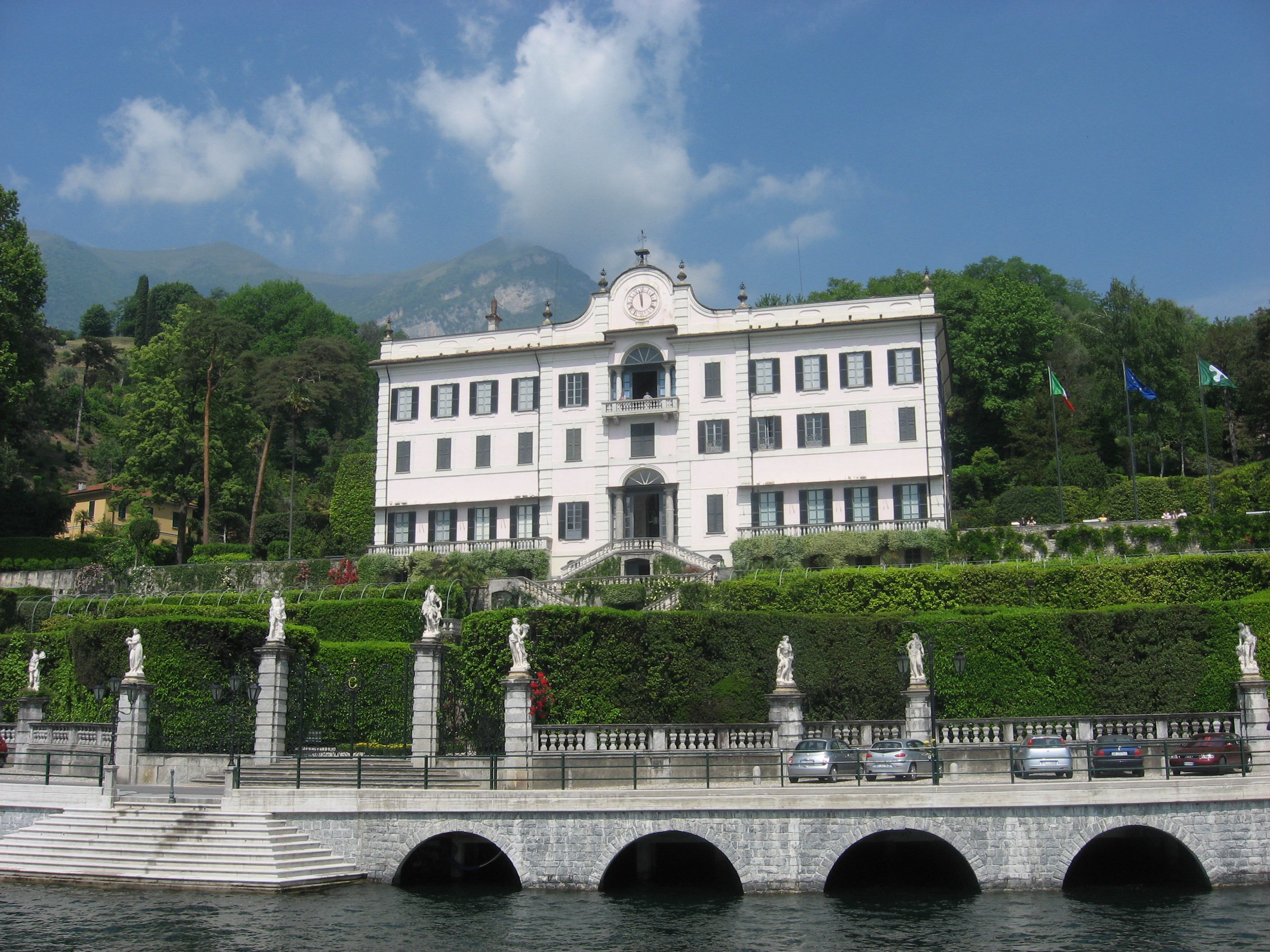
Villa Carlotta aan het Comomeer

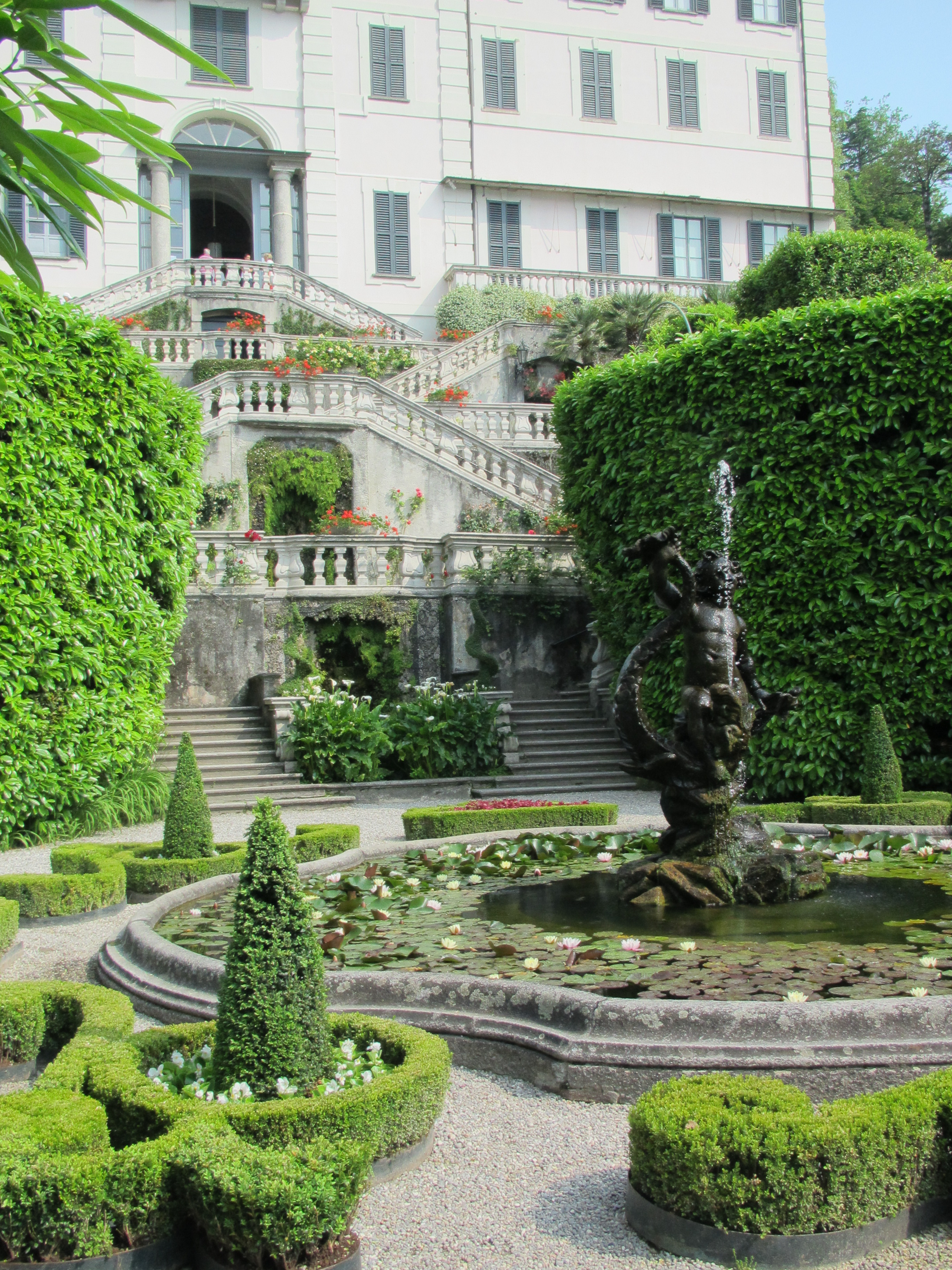
Fontein voor de ingang van de villa

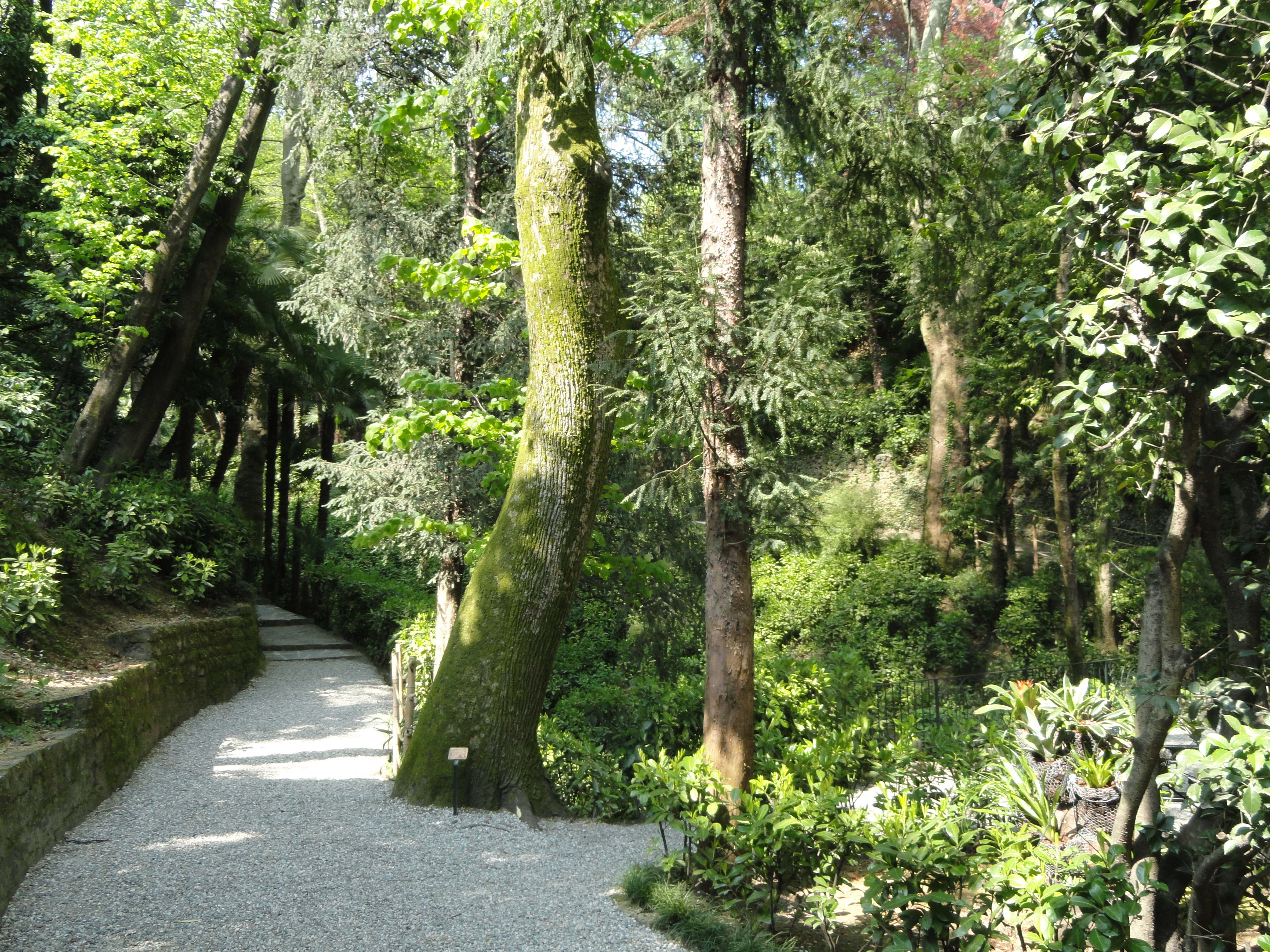
Deel van de tuin rond de villa

Villa Carlotta is een 18e-eeuwse villa aan de westoever van het Lago di Como in Italië. De villa ligt circa vijf kilometer ten zuiden van Menaggio.
De bouw van de villa startte aan het einde van de 17e eeuw voor de adellijke familie Clerici, een Milanese familie die in hoog aanzien stond. Dit is namelijk niet het enige gebouw dat voor de familie Clerici is gebouwd, zo was er ook het Palazzo Clerici, dat voor Giorgio Antonio Clerici gebouwd was omdat hij zoveel betekende voor het diplomatieke korps in de Spaanse regering.
In 1801 kocht Gian Battista Sommariva, een zakenman en een ‘politico e imprenditore’ (een beschermheer van de kunsten) de villa en de grond eromheen. Dankzij deze persoon bevindt zich een enorm aantal kunstwerken uit zijn collectie in deze villa. Zo zijn er meesterwerken van Canova, Thorvaldsen en Hayez in terug te vinden naast een romantische tuin. 
In de tweede helft van de 19e eeuw kocht Prinses Marianne van Nassau de villa met haar tuin voor haar dochter Charlotte in verband met haar huwelijk met George II van Saksen-Meiningen. George was de tuin genegen en als natuurliefhebber heeft hij de tuin verder uitgewerkt tot het huidige park van 70.000 m² met een grote botanische veelzijdigheid.
Na de uitbraak van de Eerste Wereldoorlog kwam Villa Carlotta, als eigendom van burgers van vijandelijke staten, onder toezicht te staan en beleefde een roerige periode van meer dan tien jaar. Dit eindigde op 12 mei 1927 met de oprichting van de Ente Morale Villa Carlotta, die tot op de dag van vandaag de villa en tuinen beheert.
De villa en tuinen zijn voor het publiek geopend.